# Sagres (Portugalia)
Sagres – wieś portugalska położona 6 km od Przylądka św. Wincentego. Liczy 1939 mieszkańców. 
Za sprawą infanta Henryka Żeglarza powstała tam szkoła kartografii i astronomii, która jest uznawana za pierwszą akademię morską świata.
W Sagres 17 września 2024 wylądował austriacki balon wygrywając 67. Balonowy Puchar Gordona Bennetta.